# Crack
Crack je trdna prečiščena oblika kokaina, navadno uporabljena za kajenje. Povzroča hitro in intenzivno reakcijo, z relativno kratkim učinkom (približno 10 minut). Škodljivo deluje na srce, lahko povzroči smrt. Crack se kadi v vodnih pipah ali steklenih cevkah.